# Joeli Daniël
Joeli Markovitsj Daniël (Russisch: Юлий Маркович Даниэль) (Moskou, 15 november 1925 – aldaar, 30 december 1988) was een dissident Russisch schrijver, dichter en een overlevende van de Goelag. Veel werk van Daniël verscheen ook onder het pseudoniem Nikolaj Arzjak (Николай Аржак) en Joe Petrov (Ю.Петров).

## Leven
Daniël was zoon van een Jiddische schrijver en groeide op in Moskou. Hij vocht als soldaat in de Tweede Wereldoorlog. Daarna studeerde hij literatuurwetenschappen in Charkov en Moskou en werd leraar, alsook vertaler van poëzie. Getroffen door de antisemitische vervolgingen van 1951 tot 1953 ging hij over tot het schrijven van dissidente verhalen die hij publiceerde in samizdat en (onder pseudoniem) in het westen. In 1966 werd hij na een spraakmakend proces samen met Andrej Sinjavski veroordeeld voor anti-sovjetpropaganda en verbannen naar de Goelag. In september 1970 werd hij vrijgelaten en vestigde zich te Kaloega.

## Werk
Daniëls beroemdste verhaal is Hier is Moskou (1962), een groteske vertelling die de diepe demoralisering van de sovjetmens blootlegt: Radio Moskou roept de ‘dag van de doodslag’ uit, een dag waarop iedereen iedereen mag vermoorden en iedereen afwacht wat er gaat gebeuren. Andere bekende verhalen zijn De boetedoening (1964) en De handen (1963), waarin vooral de sfeer van achterdocht, angst en gewetenswroeging onder het Stalinisme wordt beschreven.
Tijdens zijn proces schreef Daniël enkele gedichten die in Duitsland werden gepubliceerd en toentertijd veel aandacht trokken. Boelat Okoedzjava gaf kort voor zijn dood toe dat Daniël ‘ghostwriter’ was van een aantal van diens gedichten.